# Задорожный, Владимир Владимирович
Владимир Владимирович Задорожный (22 августа 1955 — 28 мая 1985) — Герой Советского Союза, заместитель командира артиллерийской батареи 1179-го артиллерийского полка 103-й Краснознамённой Витебской воздушно-десантной дивизии 40-й Армии Ограниченного контингента Советских войск в Демократической Республике Афганистан, гвардии старший лейтенант.

## Биография
Родился 22 августа 1955 года в городе Папа Венгерской Народной Республики в семье военнослужащего. Русский. Член КПСС с 1979 года.
В 1972 году окончил 10 классов Калининского суворовского военного училища.
С 1972 года — в Советской Армии. В 1976 году с отличием окончил Коломенское высшее артиллерийское командное училище (десантный факультет). Служил в Краснознамённом Прибалтийском военном округе.
С 1984 года — в составе ограниченного контингента советских войск в Афганистане. За 18-месячный период службы на территории Афганистана заместитель командира артиллерийской батареи (1179-й артиллерийский полк, 103-я воздушно-десантная дивизия) участвовал в более восьмидесяти боевых операциях.

## Подвиг
Из наградного листа о присвоении звания Герой Советского Союза:
28 мая 1985 года старший лейтенант Владимир Задорожный в составе сводного отряда под командованием майора Капустина С. Е. принимал участие в армейской войсковой операции, в провинции Кунар. 29-летний офицер был назначен старшим артиллеристом разведывательной группы. Выдвигаясь на рубеж по ущелью, группа попала в засаду. Задорожный вызвал и грамотно корректировал огонь артиллерии… Во время боя, на советский командно-наблюдательный пункт (КНП) полетели вражеские гранаты. Одна из них упала на КНП в двух метрах от старшего лейтенанта Задорожного. Жертвуя собой во имя спасения жизни солдат, отважный офицер накрыл гранату своим телом… Похоронен в городе Каунас (Литва).

## Герой Советского Союза

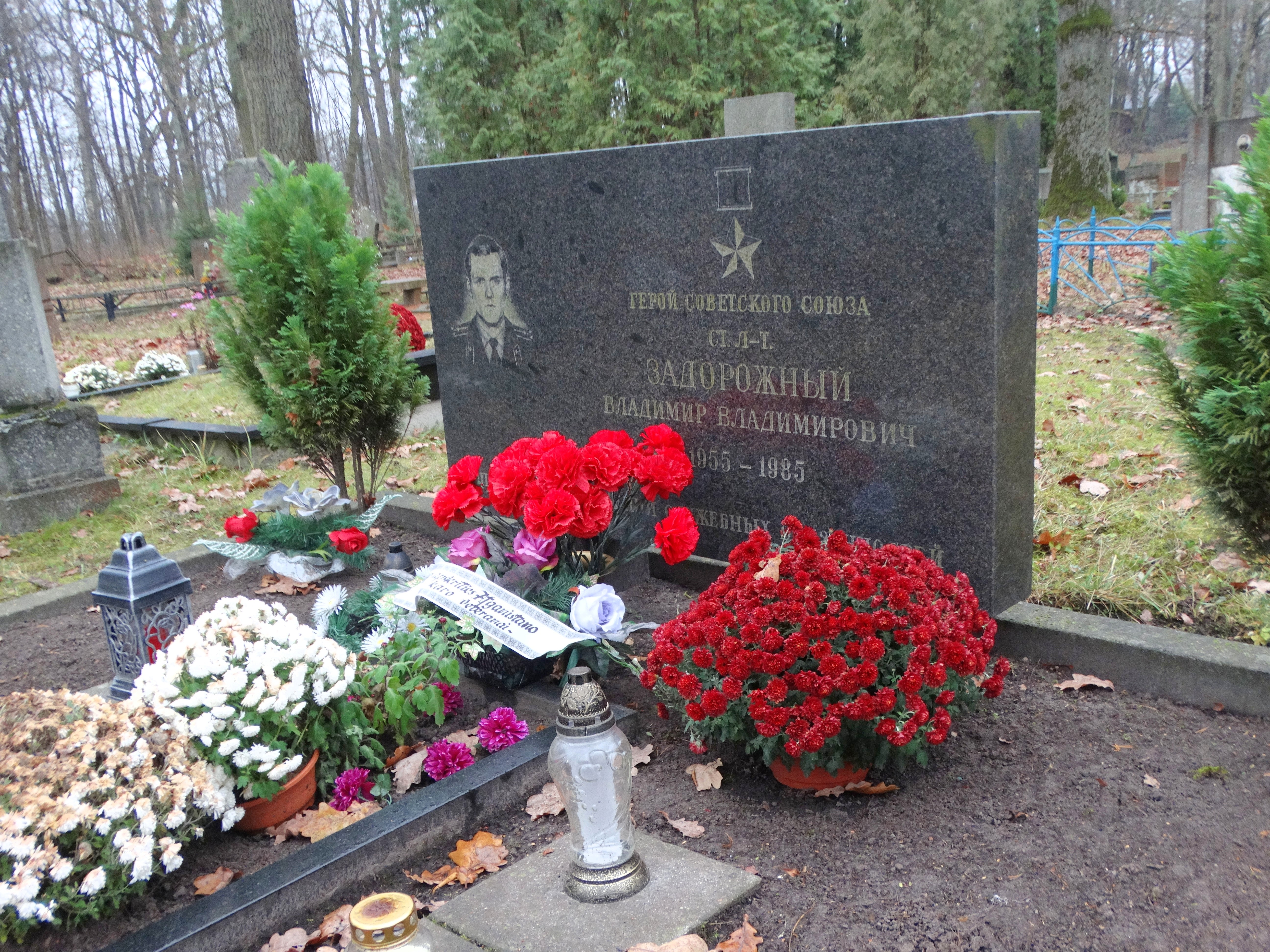
Могила Владимира Задорожного на кладбище Аукштейи Шанчяй в Каунасе

Указом Президиума Верховного Совета СССР от 25 октября 1985 года «За мужество и отвагу, проявленные при оказании интернациональной помощи Демократической Республике Афганистан старшему лейтенанту Задорожному Владимиру Владимировичу посмертно присвоено звание Героя Советского Союза».

## Награды
- Медаль «Золотая Звезда».
- Орден Ленина.
- Орден Красной Звезды.

## Память
- Приказом Министра обороны от 5 января 1986 года навечно зачислен в списки личного состава 108-го гвардейского парашютно-десантного полка.